# 高浜町立青郷小学校
高浜町立青郷小学校（たかはまちょうりつ せいきょうしょうがっこう）は、福井県大飯郡高浜町小和田にある公立小学校。

## 沿革
- 1875年（明治8年）- 勉旋校（関屋）明達校（中山）択修校（高野）日置校（日置）を設置。
- 1877年（明治10年）- 4校を合併し、青郷校とする。
- 1880年（明治13年）7月 - 校舎を元関屋保育所ぼ地に新築。
- 1885年（明治18年）6月 - 高野分校場を設置。
- 1886年（明治19年）4月 - 中山、小和田の境界に中山分教場を設置。
- 1901年（明治34年）9月 - 高等科を設置し、校名を青郷尋常高等小学校と改称。
- 1902年（明治35年）4月 - 中山分教場を廃止。
- 1916年（大正5年）3月 - 校舎落成。
- 1941年（昭和16年）4月 - 青郷村青郷国民学校と改称。
- 1947年（昭和22年）
  - 4月 - 青郷村立青郷小学校と改称。
  - 5月 - 青郷村立青郷中学校を併設開校。
- 1949年（昭和24年）11月 - 高浜町立高浜中学校と組合立中学校を開校し青郷中学校を廃止。
- 1950年（昭和25年）3月 - 青郷、三松小学校を統合し、青郷小学校とする。
- 1951年（昭和26年）9月 - 木造校舎、体育館落成。
- 1955年（昭和30年）2月 - 町村合併により、高浜町立青郷小学校と改称。
- 1969年（昭和44年）2月 - 体育館新築落成。
- 1980年（昭和55年）5月 - 鉄筋3階建校舎改築落成。
- 1983年（昭和58年）
  - 4月 - 高野分校校舎改築落成。
  - 7月 - プール完成竣工。
- 1994年（平成6年）1月 - コンピューター室設置。
- 2009年（平成21年）3月 - 高野分校を休校。高浜町立音海小学校を統合、高浜町立神野小学校を分割統合。
- 2010年（平成22年）3月 - コンピューター室整備。

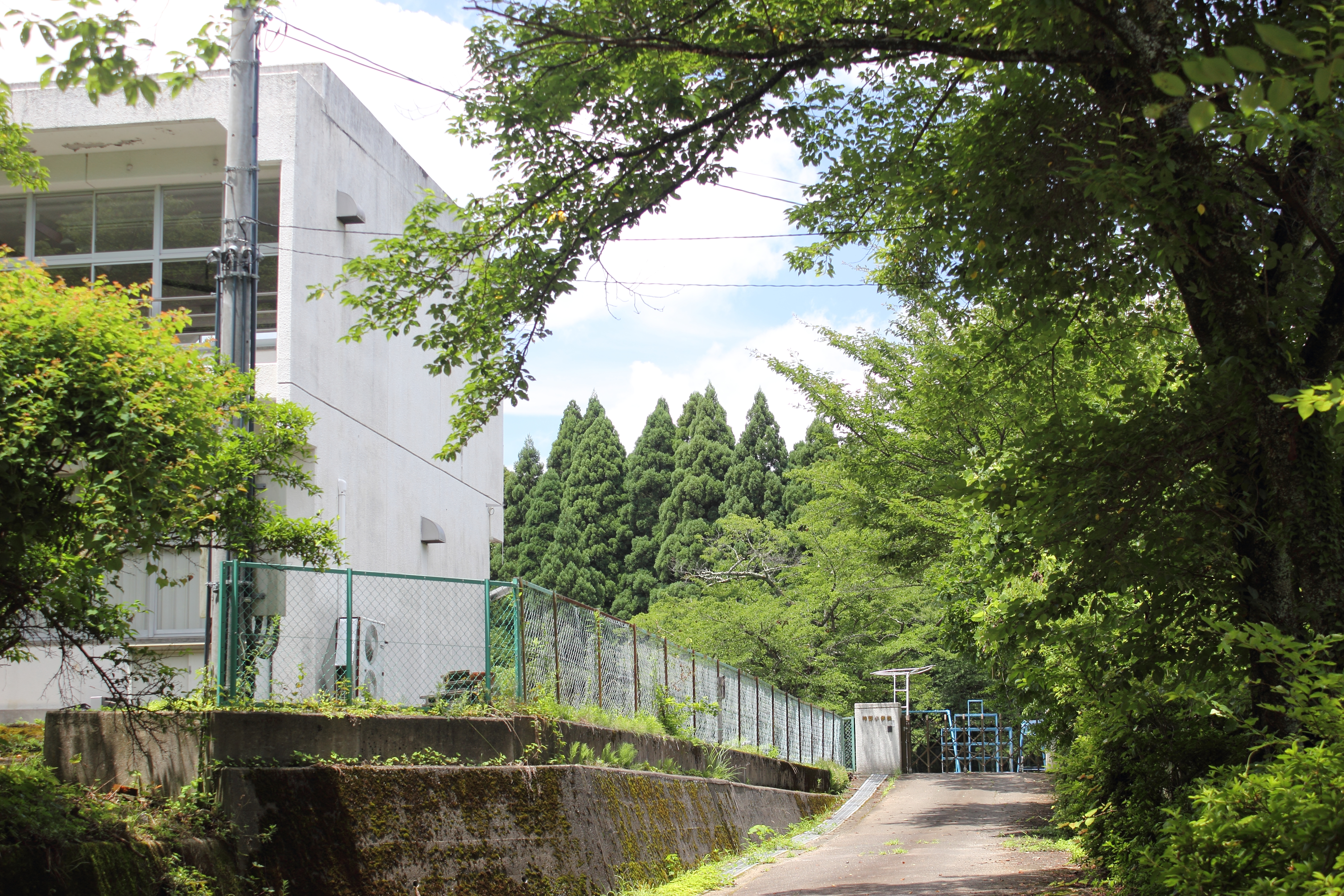
2009年閉校の神野小学校 (2016年7月撮影)

## 学区
東三松・西三松・日置・青・横津海・関屋・上津・蒜畠・六路谷・小和田・中山・高屋・高野・今寺・緑ケ丘・難波江・小黒飯・音海・田ノ浦

## 進学先中学校
- 高浜町立高浜中学校[1]

## 学区 / 校区内の主な施設
- JR青郷駅
- 関西電力高浜発電所

## 交通
JR小浜線 青郷駅より徒歩5分

## 高野分校

### 所在地
福井県大飯郡高浜町高野17-2
北緯35度29分28秒 東経135度29分0.3秒

### 交通
JR小浜線 青郷駅より車で10分

### 学区
高野及び今寺の第1学年・第2学年

## 著名な卒業生
- 森山栄治（高浜町助役、関電プラント顧問、旧青郷尋常高等小学校卒業）

## 著名な教職員
- 水上勉（小説家）- 青郷国民学校高野分校に助教として勤務